# Kudlovice
Kudlovice (en allemand : Kudlowitz) est une commune du district d'Uherské Hradiště, dans la région de Zlín, en République tchèque. Sa population s'élevait à 977 habitants en 2020.

## Géographie
Kudlovice se trouve à 9 km au nord-nord-ouest du centre d'Uherské Hradiště, à 19 km au sud-ouest de Zlín, à 63 km à l'est-sud-est de Brno et à 242 km au sud-est de Prague.

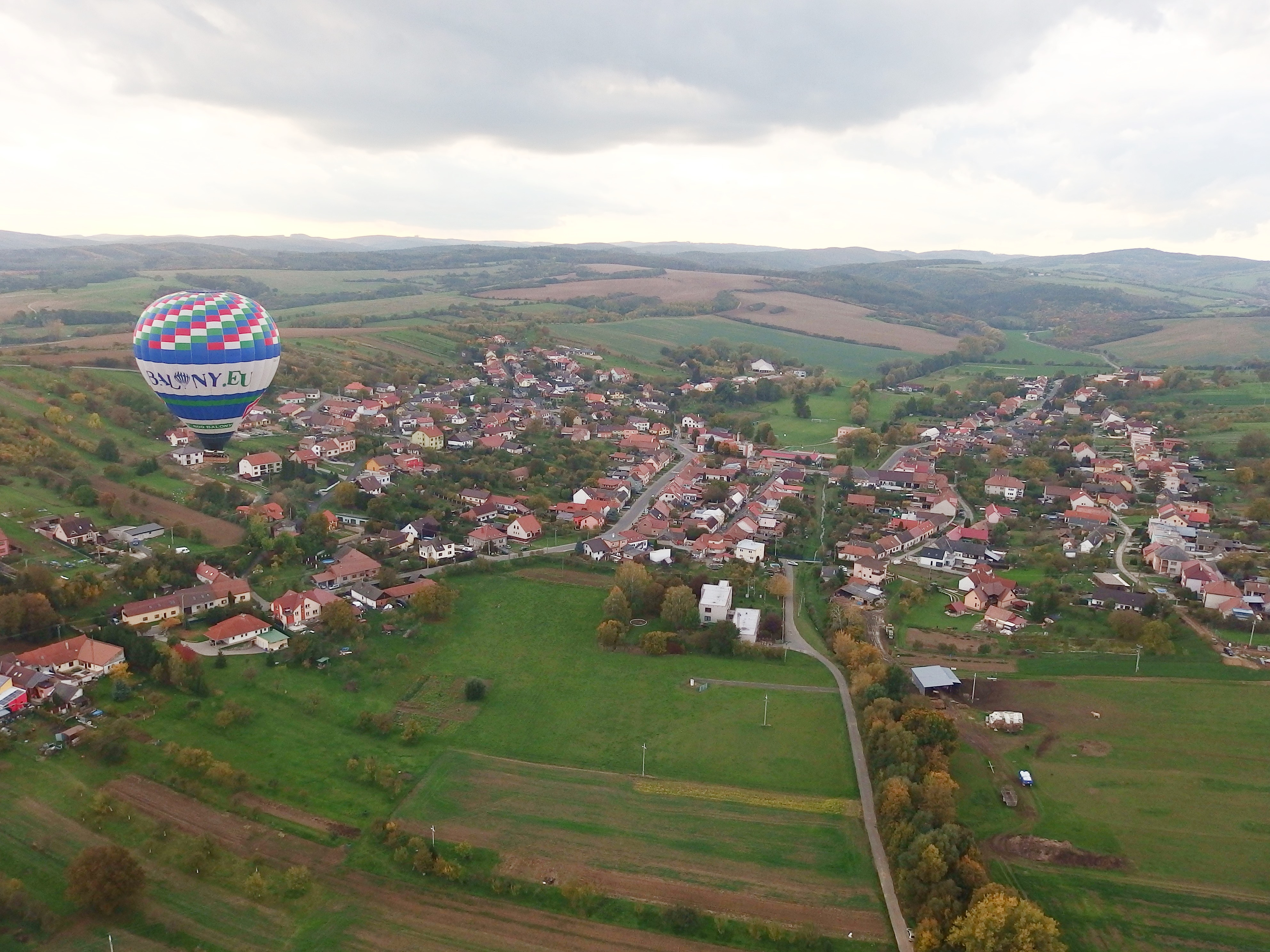
Kudlovice : vue générale.

La commune est limitée par Košíky au nord-ouest, par Halenkovice au nord-est, par Spytihněv à l'est, par Babice au sud-est, par Sušice au sud, et par Traplice et Jankovice à l'ouest.

## Histoire
La première mention écrite du village date de 1372.